# Austriacki Czarny Krzyż
Austriacki Czarny Krzyż (niem. Österreichisches Schwarzes Kreuz skrót ÖSK) – austriacka organizacja powstała w 1919, ma swoją siedzibę w Wiedniu, zajmuje się utrzymaniem oraz budową cmentarzy i grobowców dla ofiar cywilnych, prześladowań politycznych oraz żołnierzy, m.in. opieką nad cmentarzami wojskowymi z okresu I wojny światowej (nie tylko z mogiłami żołnierzy armii austro-węgierskiej). Pomagają również w poszukiwaniu grobów, biorą udział w ekshumacjach oraz identyfikacji. Fundusze na działalność pochodzą przede wszystkim z darowizn. 
Za jej udziałem zostało odnowionych wiele cmentarzy, m.in. w Małopolsce.